# Хаскелл, Джейми
Дже́йми Викто́рия Ха́скелл (англ. Jamie Victoria Haskell, урождённая Дже́йми Викто́рия Джо́нсон, англ. Jamie Victoria Johnson; род. 18 июля 1980, Бемиджи, Миннесота) — американская кёрлингистка.
В составе женской сборной США участница зимних Олимпийских игр 2006.

## Достижения
- Чемпионат мира по кёрлингу среди женщин: серебро (2005).
- Чемпионат США по кёрлингу среди женщин: золото (2005), серебро (2012), бронза (2011, 2014).
- Американский олимпийский отбор по кёрлингу: золото (2005), бронза (2001).
- Чемпионат мира по кёрлингу среди юниоров: золото (2002).
- Чемпионат США по кёрлингу среди юниоров: золото (2002), серебро (1998, 2001), бронза (1996, 1999, 2000).
- Чемпионат США по кёрлингу среди смешанных пар: золото (2008), серебро (2009).

- Кёрлинг-команда года в США (англ. USA Curling Team of the Year): 2002, 2005.

## Команды
| Сезон                                               | Четвёртый         | Третий         | Второй         | Первый           | Запасной                               | Турниры                            |
| --------------------------------------------------- | ----------------- | -------------- | -------------- | ---------------- | -------------------------------------- | ---------------------------------- |
| 1995—96                                             | Стейси Лиапис     | Джейми Джонсон | Касси Джонсон  | Tina Kelly       |                                        | ЧСШАЮ 1996 (4 место)               |
| 1997—98                                             | Кассандра Джонсон | Джейми Джонсон | Tina Kelly     | Kristy Matson    |                                        | ЧСШАЮ 1998                         |
| 1998—99                                             | Кассандра Джонсон | Джейми Джонсон | Tina Kelly     | Kristy Matson    | тренер: Liz Johnson                    | ЧСШАЮ 1999 (4 место)               |
| 1999—00                                             | Кассандра Джонсон | Джейми Джонсон | Tina Kelly     | Kristy Matson    | тренер: Liz Johnson                    | ЧСШАЮ 2000 (4 место)               |
| 2000—01                                             | Кассандра Джонсон | Джейми Джонсон | Tina Kelly     | Kristy Matson    | тренер: Jim Dexter                     | ЧСШАЮ 2001                         |
| 2001—02                                             | Кассандра Джонсон | Джейми Джонсон | Katherine Beck | Морин Брант      | Кортни Джордж (ЧМЮ) тренер: Jim Dexter | ЧСШАЮ 2002 · ЧМЮ 2002              |
| 2002—03                                             | Кассандра Джонсон | Джейми Джонсон | Katie Beck     | Морин Брант      |                                        | ЧСШАЖ 2003 (4 место)               |
| 2003—04                                             | Кассандра Джонсон | Джейми Джонсон | Katie Beck     | Морин Брант      | тренер: Neil Doese                     | ЧСШАЖ 2004 (4 место)               |
| 2004—05                                             | Кассандра Джонсон | Джейми Джонсон | Джессика Шульц | Морин Брант      | Кортни Джордж (ЧМ) тренер: Neil Doese  | ЧСШАЖ/АООК 2005 · ЧМ 2005          |
| 2005—06                                             | Кассандра Джонсон | Джейми Джонсон | Джессика Шульц | Морин Брант      | Кортни Джордж (ЗОИ) тренер: Neil Doese | ЗОИ 2006 (8 место)                 |
| 2006—07                                             | Кассандра Джонсон | Джейми Джонсон | Джессика Шульц | Морин Брант      |                                        | ЧСШАЖ 2007                         |
| 2007—08                                             | Кассандра Джонсон | Джейми Джонсон | Джессика Шульц | Морин Брант      | Jackie Lemke тренер: Jim Dexter        | ЧСШАЖ 2008 (4 место)               |
| 2008—09                                             | Кассандра Поттер  | Джейми Хаскелл | Laura Roessler | Jackie Lemke     |                                        | ЧСШАЖ/АООК 2009 (6 место)          |
| 2010—11                                             | Кассандра Поттер  | Джейми Хаскелл | Морин Столт    | Stephanie Sambor |                                        | ЧСШАЖ 2011                         |
| 2011—12                                             | Кассандра Поттер  | Джейми Хаскелл | Jaclyn Lemke   | Stephanie Sambor |                                        | ЧСШАЖ 2012                         |
| 2012—13                                             | Laura Roessler    | Джейми Хаскелл | Jaclyn Lemke   | Stephanie Sambor | Кассандра Поттер                       | ЧСШАЖ 2013 (6 место)               |
| 2013—14                                             | Кассандра Поттер  | Джейми Хаскелл | Jaclyn Lemke   | Stephanie Sambor | тренер: Sandra McMakin                 | АООК 2013 (4 место) · ЧСШАЖ 2014   |
| Кёрлинг среди смешанных пар (mixed doubles curling) |                   |                |                |                  |                                        |                                    |
| 2007—08                                             | Джейми Хаскелл    | Нейт Хаскелл   |                |                  | тренер: Liz Johnson                    | ЧСШАСП 2008 · ЧМСП 2008 (15 место) |
| 2008—09                                             | Джейми Хаскелл    | Нейт Хаскелл   |                |                  |                                        | ЧСШАСП 2009                        |

(скипы выделены полужирным шрифтом)

## Частная жизнь
Из семьи кёрлингистов. Её младшая сестра — титулованная американская кёрлингистка Кассандра Линн Поттер, они вместе играли в одной команде несколько лет. Их родители, отец Тим Джонсон и мать Лиз Джонсон (англ. Liz Johnson), а также их дедушки и бабушки были кёрлингистами. Когда в 1980 году Тим и Лиз Джонсон выиграли чемпионат США по кёрлингу среди смешанных команд, Лиз была на 5-м месяце беременности, в результате которой родилась Джейми. Тим Джонсон некоторое время играл в команде Пита Фенсона, другого знаменитого кёрлингиста из Бемиджи; в частности, Тим играл в этой команде и тогда, когда она выступала как мужская сборная США на чемпионатах мира в 1993 и 1994.
Замужем, муж Нейт Хаскелл, тоже кёрлингист; они вместе выиграли чемпионат США среди смешанных пар 2008, а затем выступали как смешанная парная сборная США на чемпионате мира 2008 (при этом тренером команды была Лиз Джонсон — мать Джейми).